# أطن
أطَن أو فَهَنَة أو أرْنيْبَة أو كحل (الاسم العلمي:Arnebia) والاسم العلمي مشتق من العربية (شجرة الأرنيب)، جنس نباتات عشبية من فصيلة الحمحمية أنواعها عديدة منها البرية والصباغية والتزيينية التي تزرع لزهرها. أغلب أنواعه توجد في آسيا ومع وجود عدد قليل منها في المناطق الأكثر جفافًا في شمال أفريقيا.